# U.S. Route 60 (Illinois)
La U.S. Route 60 o Ruta Federal 60 (abreviada US 60) es una autopista federal ubicada en el estado de Illinois. La autopista inicia en el oeste desde la frontera con Misuri hacia el este en la frontera con Kentucky. La autopista tiene una longitud de 1,5 km (0.92 mi).

## Mantenimiento
Al igual que las carreteras estatales, las carreteras interestatales, y el resto de rutas federales, la U.S. Route 60 es administrada y mantenida por el Departamento de Transporte de Illinois por sus siglas en inglés IDOT.

## Cruces
La U.S. Route 60 es atravesada principalmente por la  US 51     en Cairo.